# Luis Méndez de Haro y Guzmán

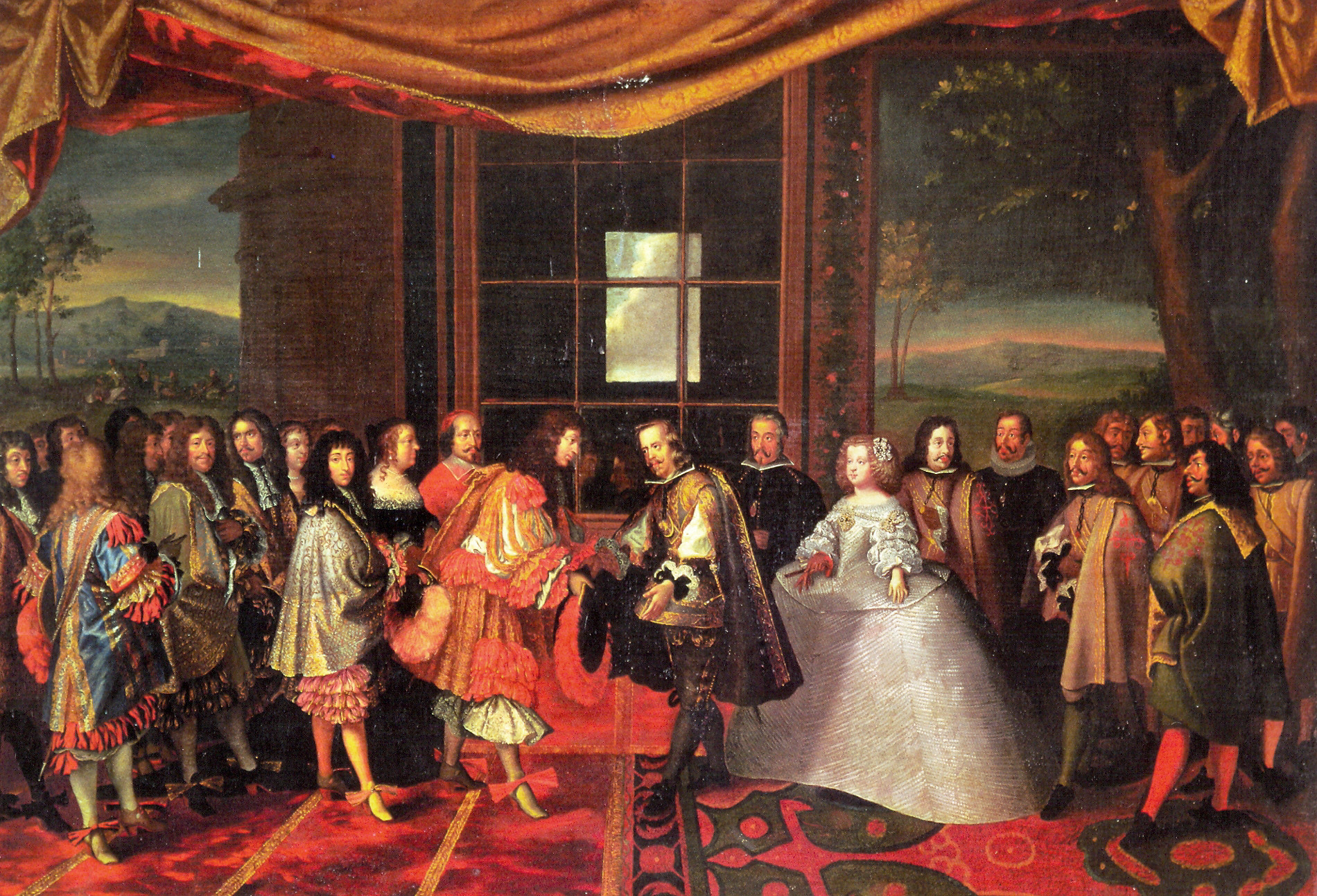
Trattato dei Pirenei, in cui Don Luis de Haro ricoprì il ruolo di negoziatore spagnolo

Luis Méndez de Haro y Guzmán (Valladolid, 1598 – 26 novembre 1661) è stato un politico spagnolo, valido di Filippo IV, Grande di Spagna, generale e diplomatico.

## Biografia
Nacque nel 1598 da don Diego de Haro, marchese di Carpio, e da Doña Francisca de Guzmán, sorella del Conte Duca di Olivares, fece una brillante carriera alla corte di Spagna sotto la protezione dello zio.
Quando questi lo diseredò affinché potesse succedergli il figlio illegittimo nel 1641, si allineò dalla parte degli oppositori dello zio e riuscì a conquistarsi l'appoggio della regina Elisabetta di Borbone, anch'ella ostile ad Olivares.
Le pressioni della nobiltà, le sconfitte in Catalogna ed a Rocroi indussero Filippo IV a licenziare Olivares e a nominare Primo Ministro, il nipote, Luis de Haro.
In tale incarico, non raggiunse mai la stessa influenza dello zio anche perché suor María di Ágreda, assai influente sul Re dopo la morte della moglie, lo convinse a governare personalmente senza nominare altri valido.
Durante il suo governo, per quanto fosse di qualità assai mediocre, ottenne alcuni successi reprimendo la Sollevazione della Catalogna e riconquistando Barcellona nel 1652.
Tuttavia, il suo rifiuto di accettare una pace di compromesso con la Francia, dopo la vittoria di Valenciennes, portò alla sconfitta nella Battaglia delle Dune.
A seguito di tale sconfitta, Filippo IV incaricò Luis de Haro di stipulare il Trattato dei Pirenei con Luigi XIV con il quale la Spagna cedette l'Artois ed il Rossiglione alla Francia.
Il trattato fu accompagnato da un matrimonio per procura tra Luigi XIV di Francia e l'infanta Maria Teresa d'Asburgo, che ebbe luogo a Fuenterrabia, dietro il pagamento di una consistente dote il 3 giugno 1660.
Fu, invece, disastrosa la sua gestione della Guerra di restaurazione portoghese ove egli stesso fu pesantemente sconfitto nella battaglia di Elvas, il 14 gennaio del 1659
Morì il 26 novembre del 1661.

## Matrimonio e discendenza
Sposò a Barcellona il 26 aprile 1625 Catalina (26 aprile 1610 - 19 novembre 1647), la più giovane figlia di Enrique de Aragón Folc de Cardona y Córdoba ed ebbe 6 figli:
- Gaspar Méndez de Haro,VII marchese del Carpio (1629-1687), il suo successore e Viceré di Napoli.
- Juan Domingo de Zuñiga y Fonseca (1640-1716), Governatore dei Paesi Bassi spagnoli e Viceré di Catalogna.
- Francisco
- Antonia, sposata con Gaspar Juan Pérez de Guzmán, X duca di Medina Sidonia.
- Manuela, sposata con Gaspar Vigil de Quiñones Alonso Pimentel y Benavides.
- María Méndez (1644-1693), sposò Gregorio María Domingo de Silva y Mendoza Sandoval.